# Ngalakan
Ngalakan är ett utdött australiskt språk. Ngalakan talades i Nordterritoriet. Ngalakan tillhörde de gunwingguanska språken. Den sista talaren dog år 2004.